# Copa dos Campeões Europeus da FIBA de 1966–67
A Copa dos Campeões Europeus da FIBA de 1966–67 foi a décima temporada da Copa dos Campeões Europeus de Basquetebol. O título foi conquistado pelo Real Madrid pela terceira vez, desta vez em seus domínios no Pavilhão Esportivo da Cidade Real Madrid após derrotar o Simmenthal Milano por 91–83.

## Primeira Fase
| Equipe 1          | Total   | Equipe 2          | 1.º jogo | 2.º jogo |
| ----------------- | ------- | ----------------- | -------- | -------- |
| KR                | 127–203 | Simmenthal Milano | 63–90    | 64–113   |
| Fribourg Olympic  | 104–171 | Vorwärts Leipzig  | 61–84    | 43–87    |
| Collegians        | 0–4*    | Herly Amsterdam   | 0–2      | 0–2      |
| Steaua Bucureşti  | 195–150 | Union Kuenring    | 96–81    | 99–69    |
| Honvéd            | 167–120 | Galatasaray       | 94–55    | 73–65    |
| Heidelberg        | 134–110 | SISU Copenhagen   | 72–49    | 62–61    |
| Alvik             | 135–154 | Torpan Pojat      | 63–69    | 72–85    |
| Black Star Mersch | 91–225  | Real Madrid       | 44–100   | 47–125   |
| Wydad             | 117–158 | ASVEL             | 75–80    | 42–78    |

*Collegians de Belfast desistiram após a primeira partida contra o Herly Amsterdam e desta forma as duas partidas tiveram resultado  (2-0)

## Oitavas de Final
| Equipe 1         | Total     | Equipe 2          | 1.º jogo | 2.º jogo |
| ---------------- | --------- | ----------------- | -------- | -------- |
| Torpan Pojat     | 159–190   | Simmenthal Milano | 79–100   | 80–90    |
| Vorwärts Leipzig | 127–116   | Legia Warsaw      | 57–51    | 70–65    |
| Hapoel Tel Aviv  | 0–4*      | Lokomotiv Sofia   | 0–2      | 0–2      |
| AEK              | 110–122   | ASVEL             | 64–53    | 46–69    |
| Herly Amsterdam  | 156–159   | AŠK Olimpija      | 74–72    | 82–87    |
| Steaua Bucureşti | 142–142** | Slavia Praga      | 76–72    | 66–70    |
| Heidelberg       | 177–197   | Real Madrid       | 88–93    | 89–104   |
| Honvéd           | 150–167   | Racing Mechelen   | 80–76    | 70–91    |

*Hapoel Tel Aviv desistiu antes da primeira partida contra o Lokomotiv Sofia perdendo ambos jogos por (2-0)
**Após obterem placar agregado de 142 pontos, uma terceira e decisiva partida foi disputada com vitória do Slavia Praga por 77–61.

## Fase de Grupos em Quartas de Final
The quarterfinals were played with a round-robin system, in which every Two Game series (TGS) constituted as one game for the record.
|  | Top two places in each group advance to Semifinals |

|    | Team             | Pld | Pts | V | D | PF  | PA  | PD  |
| -- | ---------------- | --- | --- | - | - | --- | --- | --- |
| 1. | Real Madrid      | 3   | 6   | 3 | 0 | 502 | 449 | +53 |
| 2. | Slavia Prague    | 3   | 5   | 2 | 1 | 497 | 458 | +39 |
| 3. | Vorwärts Leipzig | 3   | 4   | 1 | 2 | 401 | 433 | -32 |
| 4. | Lokomotiv Sofia  | 3   | 3   | 0 | 3 | 454 | 514 | -60 |

|    | Team              | Pld | Pts | V | D | PF  | PA  | PD  |
| -- | ----------------- | --- | --- | - | - | --- | --- | --- |
| 1. | Simmenthal Milano | 3   | 6   | 3 | 0 | 593 | 526 | +67 |
| 2. | AŠK Olimpija      | 3   | 4   | 1 | 2 | 487 | 480 | +7  |
| 3. | Racing Mechelen   | 3   | 4   | 1 | 2 | 527 | 527 | 0   |
| 4. | ASVEL             | 3   | 4   | 1 | 2 | 427 | 498 | -71 |

## Final four

### Semifinais
29 de março, Pavilhão Raimundo Saporta, Madrid
| Equipe 1     | Resultado | Equipe 2          |
| ------------ | --------- | ----------------- |
| Slavia Praga | 97–103    | Simmenthal Milano |
| AŠK Olimpija | 86–88     | Real Madrid       |

### Decisão do Terceiro Colocado
1 de abril, Pavilhão Raimundo Saporta, Madrid
| Equipe 1      | Resultado | Equipe 2     |
| ------------- | --------- | ------------ |
| Slavia Prague | 83-88     | AŠK Olimpija |

### Final
1 de abril, Pavilhão Raimundo Saporta, Madrid
| Equipe 1    | Resultado | Equipe 2          |
| ----------- | --------- | ----------------- |
| Real Madrid | 91–83     | Simmenthal Milano |

| Campeões da Copa dos Campeões Europeus da FIBA de 1966-67 |
| --------------------------------------------------------- |
| Real Madrid 3º Título                                     |

### Colocações Finais
|  | Team              |
|  | ----------------- |
|  | Real Madrid       |
|  | Simmenthal Milano |
|  | AŠK Olimpija      |
|  | Slavia Prague     |

## Ligações Externas
- FIBA Champions' Cup 1966/67

- Este artigo foi inicialmente traduzido, total ou parcialmente, do artigo da Wikipédia em inglês cujo título é «1966–67 FIBA European Champions Cup».